# Friedrich Schumann
Pour les articles homonymes, voir Schumann (homonymie).
Friedrich Schumann (1er février 1893-27 août 1921) est un tueur en série allemand. Surnommé la « Terreur du lac Falkenhagen », il tua au moins sept personnes et viola onze femmes avant d'être arrêté en 1920 et exécuté un an plus tard.

## Biographie

### Jeunesse
Friedrich Schumann naît le 1er février 1893 à l'hôpital municipal de Spandau. Son père, Hermann Schumann, est un petit délinquant déjà condamné, alcoolique et vivant séparé de sa femme, Emilie Schumann, née Rickert. Le grand-père de Friedrich, lui, avait déjà été condamné pour pédophilie, tandis que sa mère était décrite comme sympathique mais « simple d'esprit ». Enfant, Schumann est sujet à des crises de colère et de rage.
Depuis sa jeunesse, Friedrich Schumann passe l'essentiel de son temps libre à observer les animaux où à les braconner dans la forêt de Spandau (de), qu'il finit par connaître extrêmement bien.

### Parcours criminel

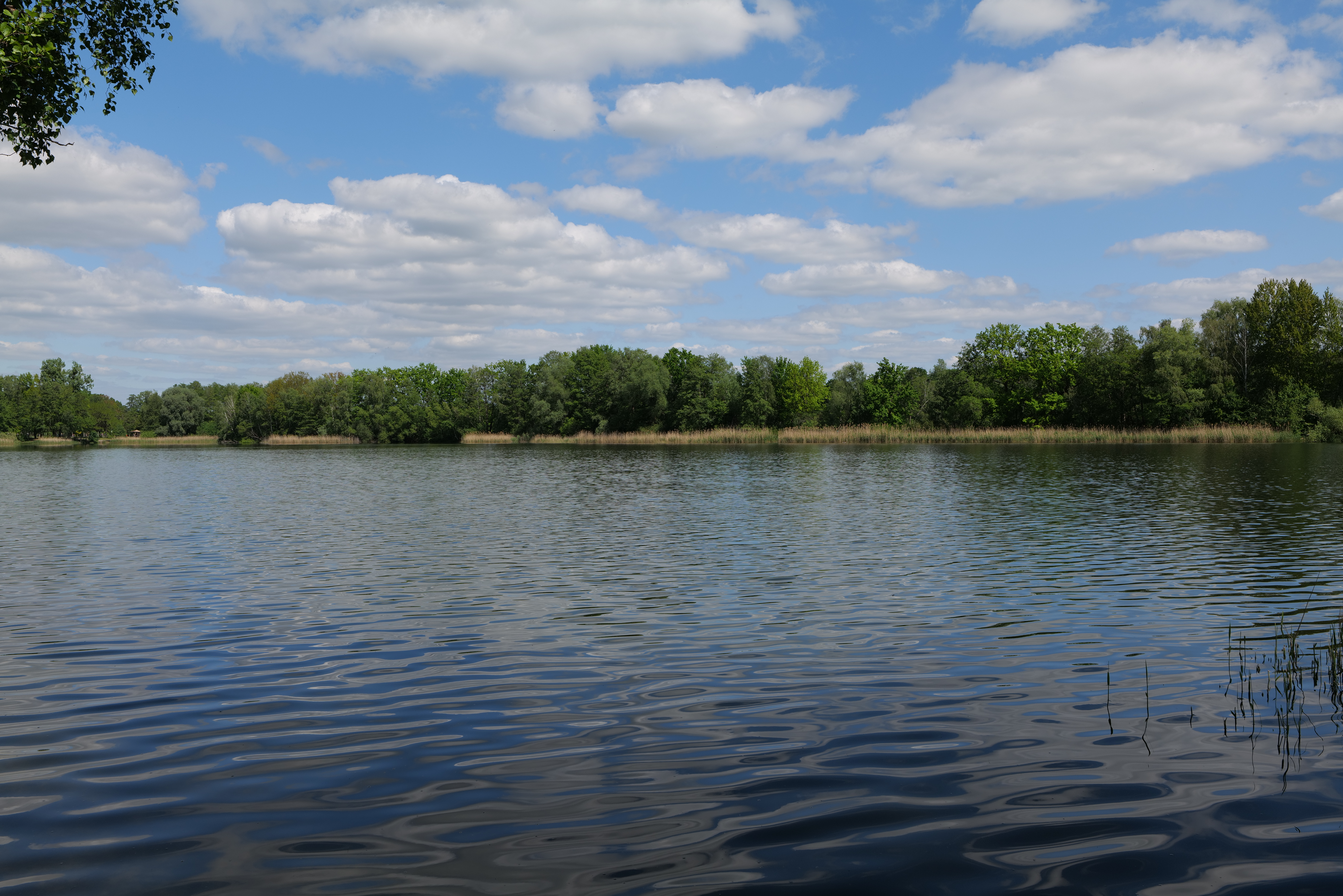
Le lac Falkenhagen, dans la forêt de Spandau, près duquel Friedrich Schumann commis la majorité de ses crimes.

Peu après avoir reçu un fusil Tesching (en) de la part de sa mère pour son 16e anniversaire, Schumann abat sa cousine d'un coup dans la poitrine au cours d'une sortie en forêt à l'occasion d'une fête familiale. À cette époque il plaide l'accident, ce qui lui permet de passer seulement quelques années en maison de correction, lors desquelles il suit une formation de serrurier. Cependant, à la veille de son exécution, Schumann confesse avoir tué volontairement sa cousine, qui l'agaçait par son « babillage » alors que les deux se promenaient dans la forêt de Spandau (de).
En 1911, Friedrich Schumann abat une femme dans une rue de Spandau. Plaidant encore une fois l'accident, il s'en sort avec neuf mois de prison. Une enquête ultérieure révélera qu'il avait volé à cette femme une importante somme d'argent et avait donc prémédité le meurtre.
Mobilisé lors de la Première Guerre mondiale, Schumann s'en sort indemne et est décoré de la Croix de fer. Il profite cependant de ses permissions pour poursuivre ses crimes. En septembre 1916, il tente sans succès de tuer un garde champêtre. En mai 1917, il en tue un autre après que ce dernier l'ait surpris de nuit dans la forêt et lui ait demandé ce qu'il faisait et où il allait. Une fois revenu de la guerre, Schumann éprouve encore plus de difficulté à s'intégrer à la vie civile et passe la totalité de son temps libre dans la forêt de Spandau, notamment à espionner avec des jumelles les couples près du lac Falkenhagen. Là, il commet plusieurs meurtres et tentatives de meurtres sur les hommes, ainsi que de nombreux viols sur les femmes.

### Arrestation et condamnation
Malgré toutes ces agressions et ces meurtres, Schumann échappe à la police. Il en va ainsi jusqu'au 18 août 1919. Ce jour-là, il croise le garde-forestier Wilhelm Nielbock, 52 ans, vers 20h. Nielbock commence à l'interroger en lui demandant où il va, ce à quoi Schumann répond qu'il rentre chez lui avant de continuer son chemin dans la direction opposée. Nielbock continue à le questionner en tentant de le retenir. Friedrich Schumann dégaine alors un pistolet et lui tire deux balles dans la poitrine avant de fuir. Malgré ses blessures, Nielbock réussit à répliquer avec son fusil, touchant Schumann à l'épaule. Dans un dernier effort, le garde-forestier gagne en vélo la Schönwalder Straße, où il s'écroule. Nielbock réussit à décrire son agresseur aux habitants qui lui portent secours : mince, de taille moyenne, blond, habillé en feldgrau, et blessé à l'épaule. La dernière victime de Friedrich Schumann meurt de ses blessures à l'hôpital de Spandau dans la nuit.
Le tueur devenu la « Terreur du lac Falkenhagen » est arrêté sans résistance deux jours plus tard après s'être rendu dans un cabinet de médecin pour faire soigner son épaule.
Le procès de Friedrich Schumann s'ouvre à Berlin le 5 juillet 1920 et attire une foule considérable ainsi qu'une forte attention médiatique. Plusieurs preuves sont présentées lors des audiences, notamment le pistolet Luger ayant servi aux crimes de Schumann et deux valises contenant des bijoux et des vêtements féminins volés à ses victimes. Au bout de huit jours, Schumann est reconnu coupable d'au moins sept meurtres, onze viols et plus d'une dizaines de tentatives de meurtre. Cependant, il ne s'agit là que d'une partie de ses crimes : la veille de son exécution, il confesse à son avocat avoir tué au moins 25 personnes en tout.

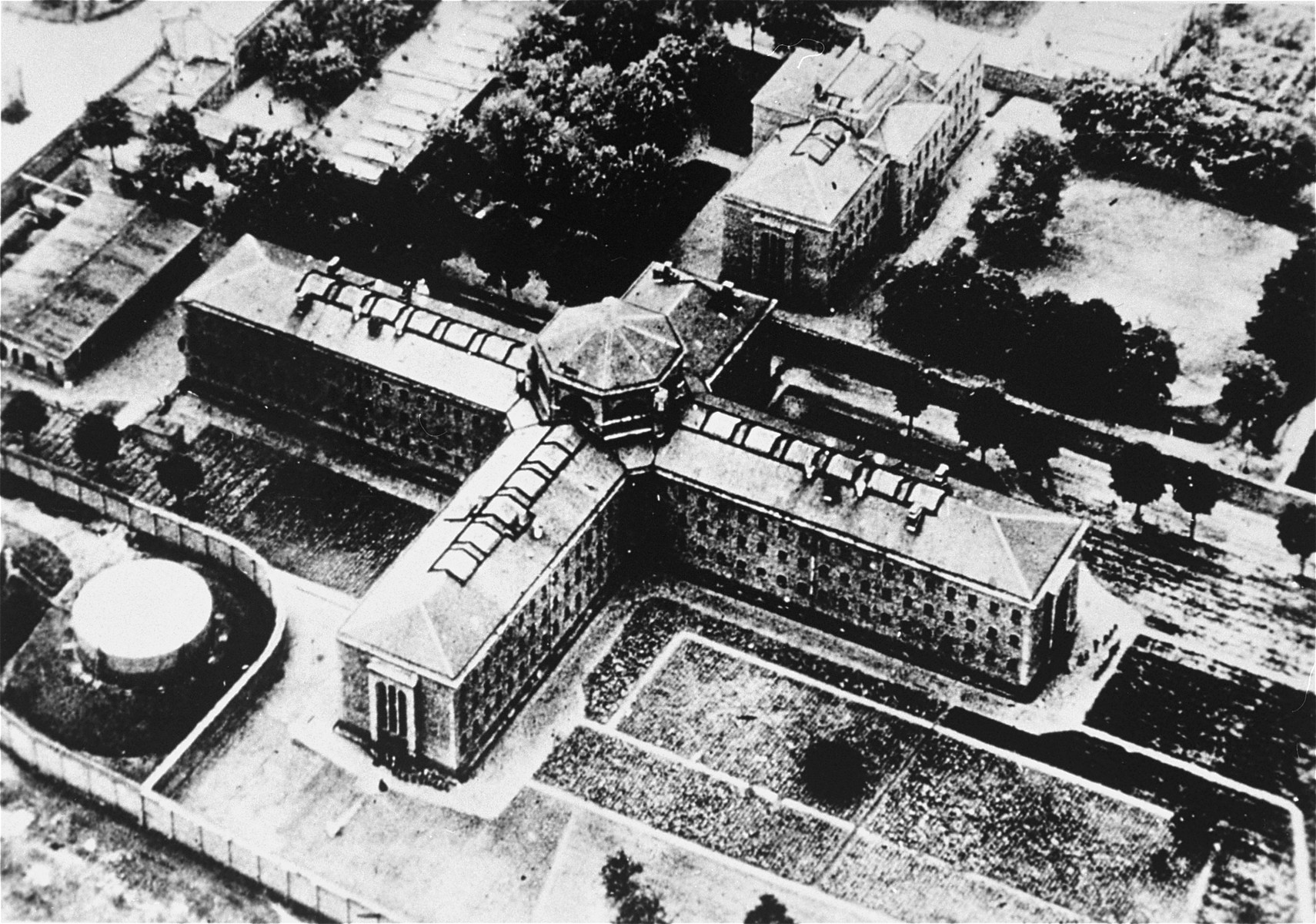
Vue aérienne de la prison de Plötzensee.

Le  27 août 1921, à 6 heures du matin, Schumann est exécuté dans la cour de la prison de Plötzensee par le bourreau (Scharfrichter) prussien Carl Gröpler, à la hache. L'avocat berlinois de Schumann, Erich Frey (de), se souviendra plus tard de sa brève rencontre avec le bourreau :
Au bout du couloir, j'ai dû céder la place à un homme aux larges épaules. Il avait l'air d'un ouvrier des transports ; la veste de cérémonie à boutons hauts lui faisait bizarre. Son crâne rasé de près reposait sur un cou de taureau. Malgré la faible lumière, il avait l'air bronzé et en bonne santé. Je n'avais encore jamais vu le bourreau Gröpler de Magdebourg. Mais lorsqu'il est passé devant moi en s'inclinant légèrement, j'ai su que c'était lui. Tous ceux qui avaient affaire à la Cour de justice criminelle connaissaient Gröpler. Il avait été boucher chevalin auparavant [...] chaque mois, il percevait un petit salaire fixe, et devait en contrepartie être prêt avec sa hache massive et ses trois assistants qualifiés à la demande du procureur de l'État. Pour chaque exécution, il recevait 300 marks plus ses frais.